# Pamiątki Soplicy

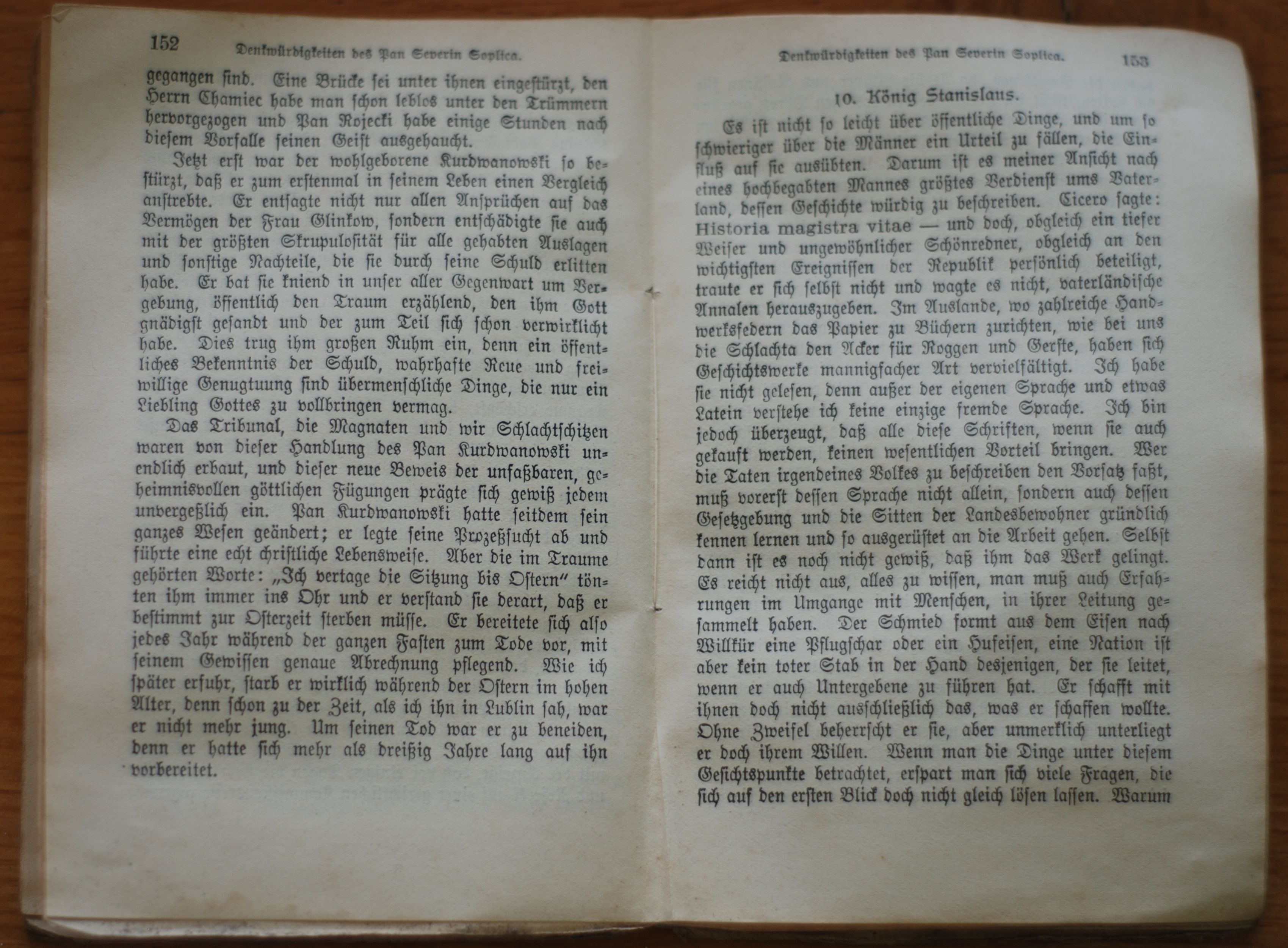
Fragment wydania niemieckojęzycznego "Pamiątek.." z 1876 (początek rozdziału Król Stanisław)

Pamiątki Soplicy – zbiór gawęd szlacheckich autorstwa Henryka Rzewuskiego. Początkowo Rzewuski wygłaszał gawędy w salonach emigracyjnych, jednak dzięki zachętom Adama Mickiewicza zaczął je spisywać jesienią 1830 roku w Rzymie i wydawać w tamtejszej prasie. W formie książkowej pierwsze 20 części cyklu wydanych zostało w Paryżu przez Aleksandra Jełowickiego w latach 1839–1841 pod pełnym tytułem Pamiątki JPana Seweryna Soplicy, cześnika parnawskiego. 5 kolejnych gawęd dodano w wydaniu wileńskim z lat 1844–1845, które ukazało się w wersji ocenzurowanej pod tytułem Pamiątki starego szlachcica litewskiego. Kontynuacją Pamiątek były niewydane za życia autora Uwagi o dawnej Polsce przez starego szlachcica Seweryna Soplicę Cześnika Parnawskiego napisane (wyd. 2003).
Narratorem gawęd jest fikcyjny bohater Seweryn Soplica, cześnik parnawski,  opowiadający o osobach lub zdarzeniach z czasów Konfederacji barskiej i panowania króla Stanisława Augusta Poniatowskiego. Soplica jest typowym przedstawicielem swojego środowiska, kieruje się typowym dla szlachty etosem, światopoglądem i poczuciem honoru. Te wartości są w gawędach rozumiane jako gwaranty ładu świata, który zagrożony może być jedynie przez to, co zagraniczne i obce.
Język utworu stylizowany jest na mowę potoczną, zawiera ponadto elementy charakterystyczne dla konwencjonalnej retoryki oraz makaronizmy. Zdania są rozbudowane, w toku opowiadania pojawiają się liczne dygresje oraz dążenie do jak najdokładniejszego zapoznania odbiorcy z omawianymi sytuacjami i postaciami.
Utwór Rzewuskiego, choć powstał jako pastisz i w dużej mierze przedstawiał fikcyjny obraz dawnej Polski, zdobył sobie znaczną popularność i entuzjazm odbiorców. Odwoływał się bowiem do tęsknoty za utraconymi czasami i pragnienia zachowania pamięci o przodkach i tradycjach narodowych.
Poskutkowało to powstaniem szeregu utworów naśladujących utwór Rzewuskiego i popularyzacją gawędy szlacheckiej jako formy literackiej. Najważniejszym odbiorcą Pamiątek Soplicy był Adam Mickiewicz, który zainteresował się nimi w roku 1830 w Rzymie. Zainspirowany gawędami Rzewuskiego, Mickiewicz stworzył w latach 1832–1834 swoją opowieść szlachecką Pana Tadeusza, w której głównym bohaterom nadał zaczerpnięte od Rzewuskiego nazwisko Soplica, a ich dworek nazwał Soplicowo. 
Wpływy Rzewuskiego odnajdujemy również u Ignacego Chodźki (Obrazy litewskie, 1840-1850), Konstantego Gaszyńskiego (Kontuszowe pogadanki), Władysława Syrokomli (Urodzony Jan Dęboróg, Stare wrota), Zygmunta Kaczkowskiego (Ostatni z Nieczujów), Teodora Jeske-Choińskiego, Władysława Łozińskiego (Opowiadania imć pana Wita Narwoja) czy Józefa Ignacego Kraszewskiego (Staropolska miłość, Papiery po Glince, Ostatnie chwile księcia wojewody „Panie Kochanku”, Przygody pana Marka Hińczy). Wywarły również wpływ na Trylogię Henryka Sienkiewicza. 

## Tytuły opowiadań
- Kazanie konfederackie
- Pan Dzierżanowski
- Pan Bielecki
- Pan Azulewicz
- Pan Rewieński
- Książę Radziwiłł Panie Kochanku
- Pan Ogiński
- Trybunał lubelski
- Sicz Zaporoska
- Pan Wołodkowicz
- Pan Borowski
- Sawa
- Pan Leszczyc
- Pan Czapski
- Palestra staropolska
- Ożenienie się moje
- Tadeusz Rejten
- Klasztor człuchowski (inny tytuł: Klasztor surlański)
- Ksiądz Marek
- Stanisław Rzewuski
- Błogosławiona Anna z Omiecińskich
- Pawlik
- Pan Ryś
- Król Stanisław
- Zamek kaniowski